# Srang
Srang (indonesiska: Gle Srang) är ett berg i Indonesien.   Det ligger i provinsen Aceh, i den västra delen av landet, 1 800 km nordväst om huvudstaden Jakarta. Toppen på Srang är 368 meter över havet.
Terrängen runt Srang är varierad. Havet är nära Srang västerut. Runt Srang är det glesbefolkat, med 8 invånare per kvadratkilometer. I omgivningarna runt Srang växer i huvudsak städsegrön lövskog.